# Nyctemera radiata
Nyctemera radiata là một loài bướm đêm thuộc phân họ Arctiinae, họ Erebidae.